# Campeonato Catarinense 2006
In 2006 werd het 81ste Campeonato Catarinense gespeeld voor clubs uit Braziliaanse staat Santa Catarina. De competitie georganiseerd door de FCF en werd gespeeld van 11 januari tot 9 april. Figueirense werd kampioen.

## Eerste fase

### Groep A
| Plaats | Club                | Wed. | W | G | V | Saldo | Ptn. |
| ------ | ------------------- | ---- | - | - | - | ----- | ---- |
| 1.     | Figueirense         | 10   | 6 | 3 | 1 | 19:9  | 21   |
| 2.     | Juventus            | 10   | 6 | 1 | 3 | 22:14 | 19   |
| 3.     | Avaí                | 10   | 5 | 1 | 4 | 22:11 | 16   |
| 4.     | Atlético de Ibirama | 10   | 2 | 5 | 3 | 12:17 | 11   |
| 5.     | Guarani de Palhoça  | 10   | 3 | 1 | 6 | 9:24  | 10   |
| 6.     | Chapecoense         | 10   | 1 | 3 | 6 | 11:22 | 6    |

|  | Geplaatst voor tweede fase |

### Groep B
| Plaats | Club          | Wed. | W | G | V | Saldo | Ptn. |
| ------ | ------------- | ---- | - | - | - | ----- | ---- |
| 1.     | Brusque       | 10   | 7 | 2 | 1 | 27:15 | 23   |
| 2.     | Marcílio Dias | 10   | 5 | 1 | 4 | 13:10 | 16   |
| 3.     | Metropolitano | 10   | 4 | 4 | 2 | 17:13 | 16   |
| 4.     | Joinville     | 10   | 4 | 2 | 4 | 19:17 | 14   |
| 5.     | Criciúma      | 10   | 4 | 1 | 5 | 19:15 | 13   |
| 6.     | Caxias        | 10   | 0 | 2 | 8 | 9:34  | 2    |

|  | Geplaatst voor tweede fase |

## Tweede fase

### Groep C
| Plaats | Club          | Wed. | W | G | V | Saldo | Ptn. |
| ------ | ------------- | ---- | - | - | - | ----- | ---- |
| 1.     | Joinville     | 6    | 3 | 2 | 1 | 10:6  | 11   |
| 2.     | Figueirense   | 6    | 3 | 1 | 2 | 15:10 | 10   |
| 3.     | Marcílio Dias | 6    | 1 | 3 | 2 | 9:13  | 6    |
| 4.     | Avaí          | 6    | 1 | 2 | 3 | 5:10  | 5    |

|  | Geplaatst voor knock-outfase |

### Groep D
| Plaats | Club                | Wed. | W | G | V | Saldo | Ptn. |
| ------ | ------------------- | ---- | - | - | - | ----- | ---- |
| 1.     | Atlético de Ibirama | 6    | 3 | 2 | 1 | 10:6  | 11   |
| 2.     | Juventus            | 6    | 3 | 1 | 2 | 6:8   | 10   |
| 3.     | Metropolitano       | 6    | 2 | 1 | 3 | 9:9   | 7    |
| 4.     | Brusque             | 6    | 1 | 2 | 3 | 10:12 | 5    |

|  | Geplaatst voor knock-outfase |

## Knock-outfase
|  | Halve finale        | Halve finale | Halve finale |   |           | Finale | Finale | Finale |
|  |                     |              |              |   |           |        |        |        |
|  | Juventus            | 0            | 0            |   |           |        |        |        |
|  | Joinville           | 1            | 3            |   |           |        |        |        |
|  | Joinville           | 1            | 3            |   | Joinville | 2      | 0      |        |
|  |                     |              |              |   | Joinville | 2      | 0      |        |
|  |                     | Figueirense  | 1            | 3 |           |        |        |        |
|  | Figueirense         | Figueirense  | 1            | 3 | 3         | 2      |        |        |
|  | Figueirense         |              |              |   | 3         | 2      |        |        |
|  | Atlético de Ibirama | 1            | 0            |   |           |        |        |        |

### Kampioen
| Campeonato Catarinense de 2006   |
| Santa Catarina                   |
| -------------------------------- |
| FIGUEIRENSE Kampioen (14° titel) |